# Els Pontets
Els Pontets es un acueducto de la época andalusí, situado en el municipio de Crevillente (provincia de Alicante, España). El acueducto vertebraba el qanat que abastecía de agua a la población desde la sierra de Crevillente.

## Historia
La infraestructura del acueducto se remonta al siglo XIII, aunque los arcos de piedra solo datan de principios del siglo XX. La instalación se mantuvo en funcionamiento hasta la segunda mitad del siglo XX, cuando se abandonó la mina de donde se extraía el agua. Desde entonces, Els Pontets se mantuvieron en un deficiente estado de conservación hasta 2006, cuando se acometieron obras de rehabilitación y urbanización del entorno, con una inversión cercana a los 150.000 euros.